# Grosville
 Grosville  es una población y comuna francesa, situada en la región de Baja Normandía, departamento de Mancha, en el distrito de Cherbourg-Octeville y cantón de Les Pieux.

## Demografía[3]
| 863 | 974 | 1009 | 1045 | 1034 | 1053 | 985 | 968 | 916 | 976 | 919 | 870 | 794 | 834 | 804 | 857 | 789 | 785 | 776 | 759 | 689 | 695 | 726 | 777 | 734 | 663 | 618 | 531 | 431 | 471 | 618 | 623 | 689 |
| Para los censos de 1962 a 1999 la población legal corresponde a la población sin duplicidades (Fuente: INSEE [Consultar]) |     |      |      |      |      |     |     |     |     |     |     |     |     |     |     |     |     |     |     |     |     |     |     |     |     |     |     |     |     |     |     |     |